# Os epilunatum
Os epilunatum is de benaming voor een extra handwortelbeentje, gelegen aan de dorsale zijde van de handwortel, aan de distale radiale hoek van het os lunatum, tussen het os lunatum, os scaphoideum en het os capitatum in., Soms fuseert het botje met het os scaphoideum.
Op röntgenfoto's wordt een os epilunatum soms onterecht aangemerkt als afwijkend, losliggend botdeel of als fractuur. Vanwege zijn ligging is het onderscheid met een os hypolunatum soms moeilijk te maken. Uitsluitsel kan dan worden verkregen door in twee richtingen röntgenfoto's te vervaardigen, om te zien of het accessoire botje dorsaal of palmair van het os lunatum gelegen is.

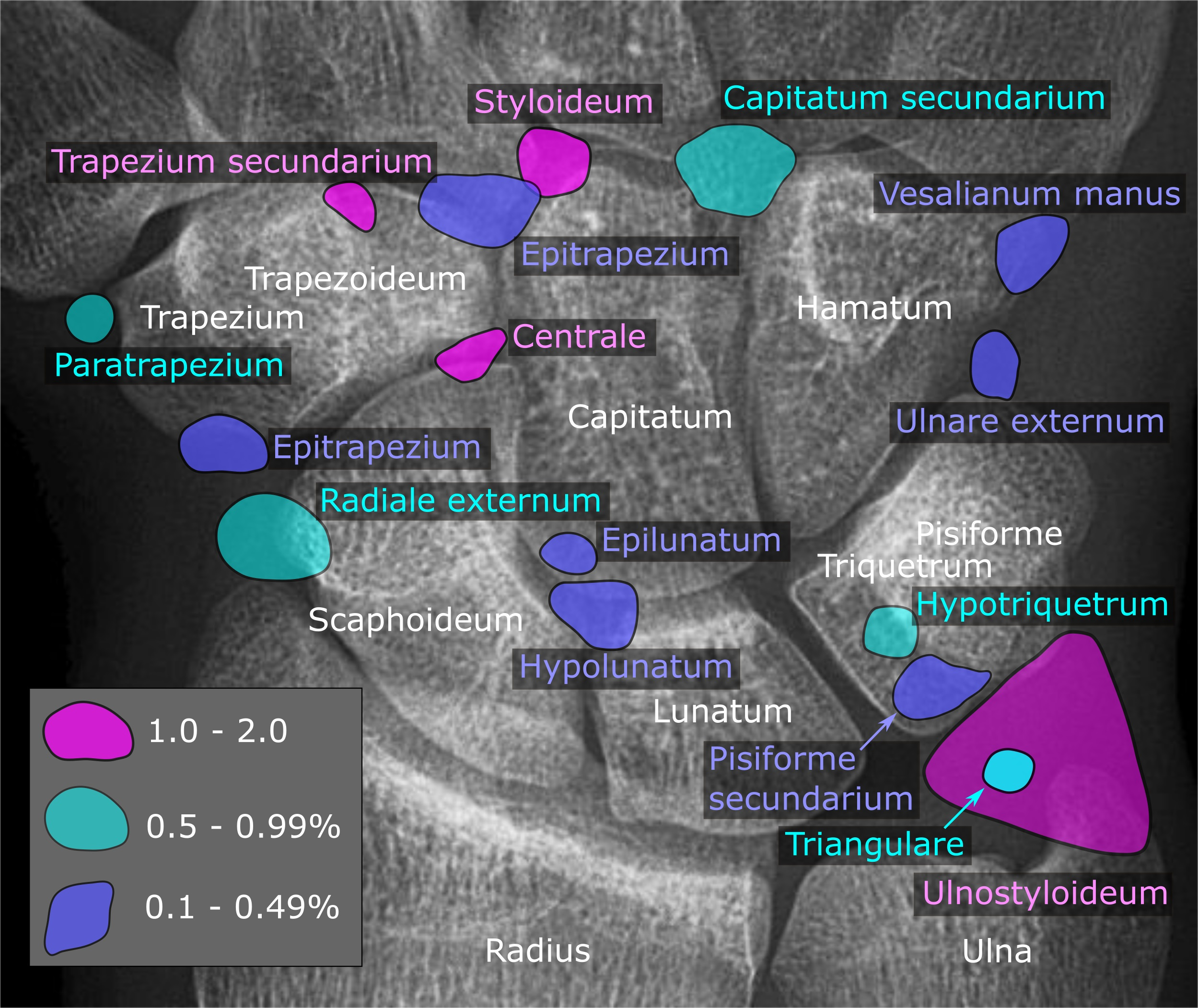
Röntgenfoto van de linker pols, met de extra handwortelbeentjes gekleurd naar hun prevalentie.